# Henzendorf
Henzendorf (niedersorbisch Hendrichojce) ist ein Ortsteil der Gemeinde Neuzelle im Landkreis Oder-Spree in Brandenburg. Zum Ortsteil gehört der Wohnplatz Heidehof. Das Platzdorf befindet sich am Westufer des Henzendorfer Sees. In der Nähe befinden sich Groß Muckrow im Nordwesten und Bahro im Osten. Nördlich des Ortes verläuft die L43, weiter östlich als L431, die Friedland (Niederlausitz) mit Neuzelle verbindet. Südlich des Ortes befinden sich die Reicherskreuzer Heide, Teil des „Naturschutzgebiets Reicherskreuzer Heide und Schwansee“ im Naturpark Schlaubetal und der Findlingspark Henzendorf.

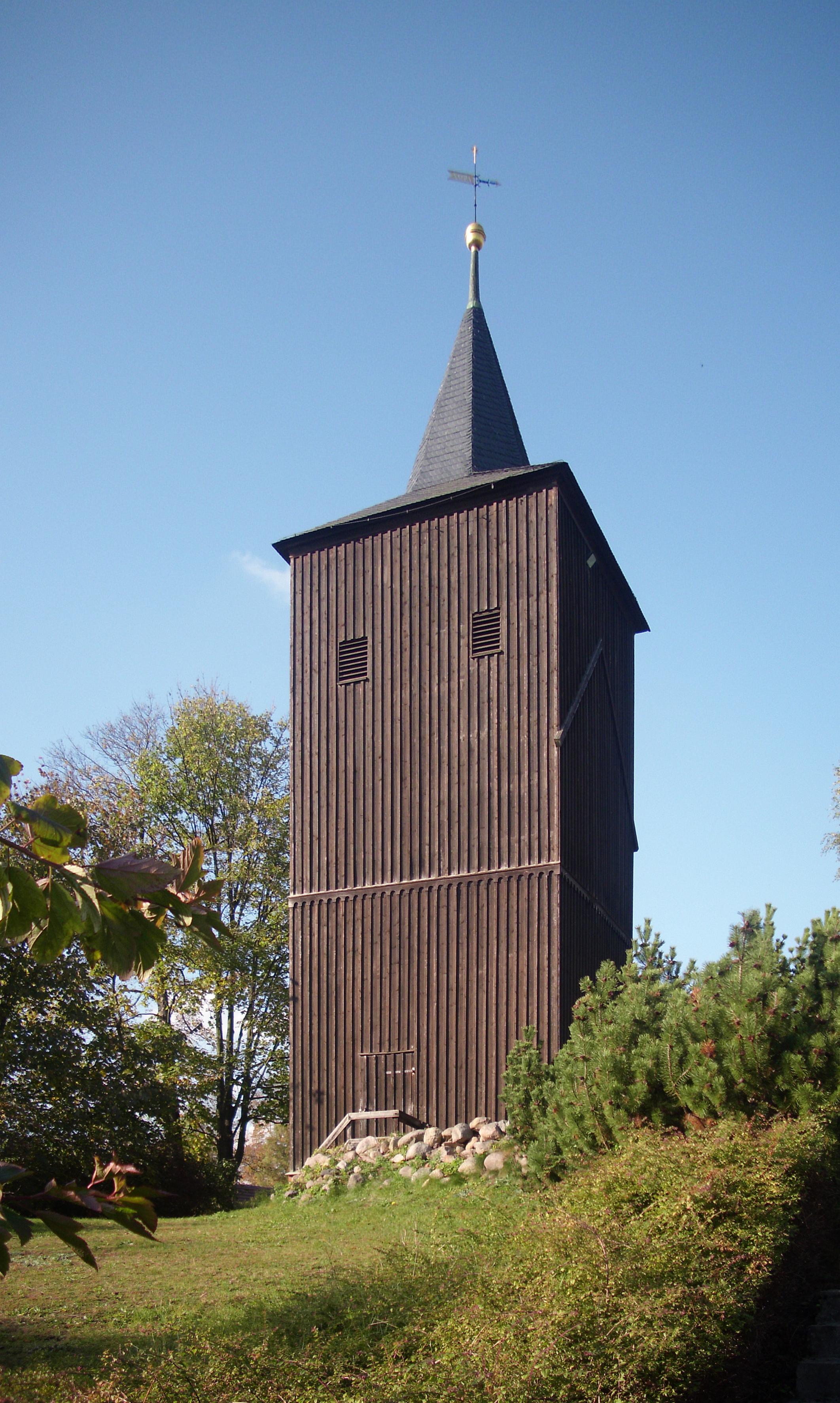
Henzendorf Kirchturm

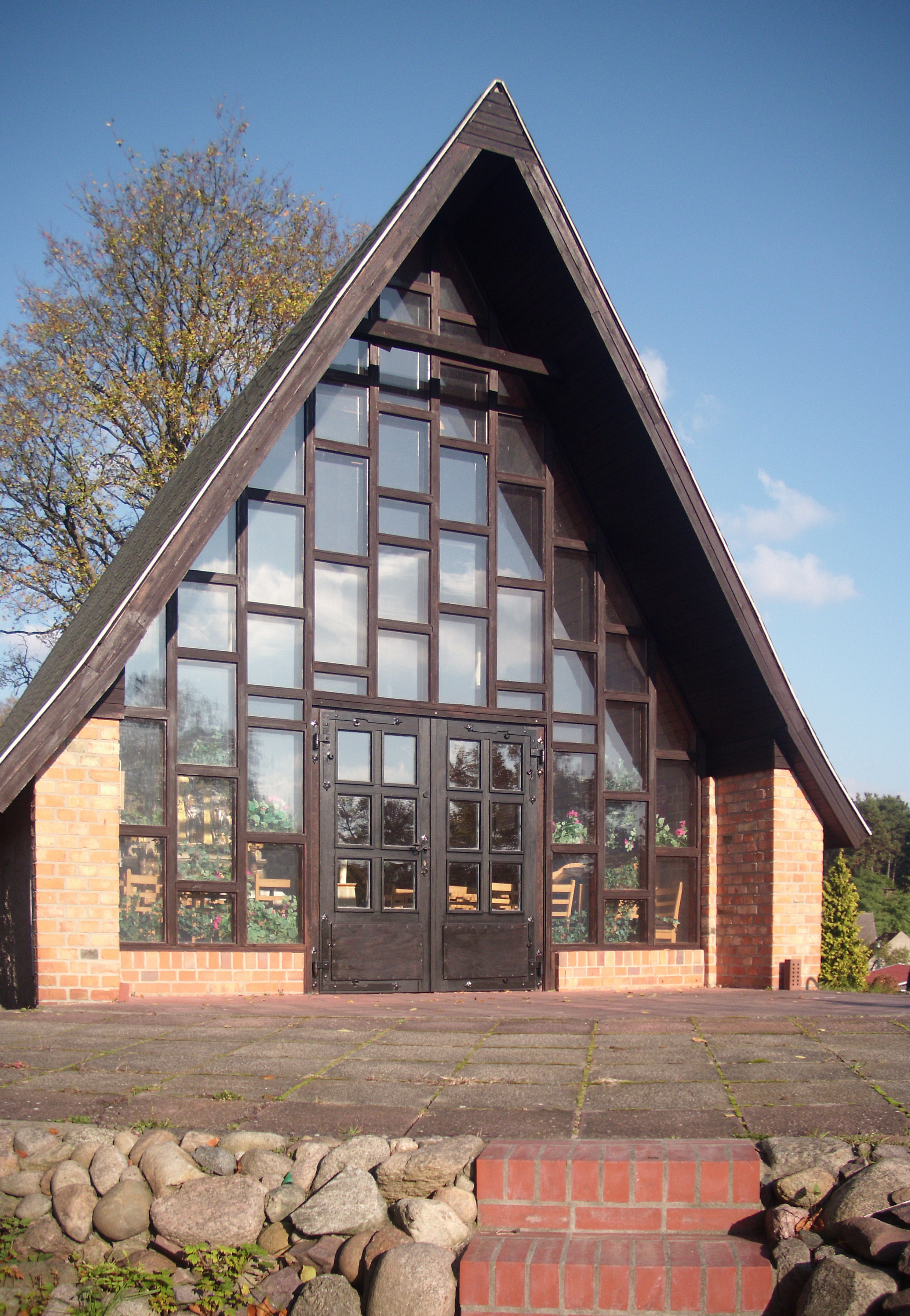
Kirche

## Namensdeutung
Im Jahre 1254 wurde der Ort erstmals als Heinzendorf erwähnt. In einer Urkunde vom 30. November 1370 wird der Ortsname Heintzendorff genannt, 1416 findet sich die Schreibweise Henczindorff, ehe sich im 16. Jahrhundert endgültig Henzendorf einbürgert. Der Name ist deutscher Herkunft als Ableitung des zu Heinze oder Henze verkürzten Personennamens Heinrich.

## Geschichte

### Vor 1945
Vermutlich bereits in der Bronzezeit wurde um den Henzendorfer See gesiedelt. Urgeschichtliche Scherben fanden sich bei einem Tümpel mit dem Namen Scheddelskeute (1758 noch Tscheddelsken), was so viel wie ‚Flurstück auf früherer Siedlung‘ bedeutet. Der Begriff leitet sich vom niedersorbischen sedlišća ab. Urnenfunde an dem Weg von Henzendorf nach Reicherskreuz belegen das ebenfalls. Auf die sorbische Besiedlung verweisen auch zahlreiche Flurnamen, so z. B. Grobbelke, Glinke, Glomschk, Lauschk und mehr.
Typisch für den Ort sind, wie in Reichersdorf, die Feldsteinbauten. Durch die Geschiebe der Eiszeit ist die Umgebung übersät von Findlingen, die als billiges Baumaterial verwendet wurden. Vermutlich vor 1317 erwarb das Kloster Neuzelle das Dorf. Als 1362 die Pfarrstelle in Göhlen besetzt wurde, gehörte Henzendorf zum Kirchspiel. Im Jahre 1547 erwarb der Klostervogt Georg von Burk das Dorf pfandweise mit den dazugehörigen wüesten Gorkischen vnd Wirthnoischen feldern (1572), Flurstücke, die ehemals zu Korkowitz und Wirchenow gehörten, jedoch nun Wüstungen waren. Jedoch erhielt er den Henzendorfer See und die Mühle nicht. An die Mühle erinnert nur noch der Flurname Windmühlenstücken (1835), die Fläche befindet sich an einem alten Weg nach Treppeln und Kieselwitz, die Grobbelke, von dem niedersorbischen Wort grobelka = kleiner Graben abgeleitet. Da die Bauern bereits im 16. Jahrhundert verpflichtet waren, ihr Getreide in der Schlaubemühle mahlen zu lassen, existierte sie zu diesem Zeitpunkt bereits nicht mehr.
In den folgenden Jahren erwarb von Burk sieben Bauernhufen und errichtete einen Meierhof und eine Schäferei. Im Jahr 1578 erwarb Albrecht Kindler von Zackenstein „der Ältere“, die Dörfer Henzendorf und Treppeln. Sein Sohn Paul, der spätere Klostervogt zu Neuzelle, ließ im Jahre 1597 auf einem Hügel am Dorfplatz eine neue evangelische Kirche im katholischen Herrschaftsgebiet erbauen. Die Zustimmung zu diesem Bau bezeugt den enormen Einfluss der Familie in der damaligen Zeit. Ein Sturm ließ den Kirchturm 1650 umstürzen, nur die Glocken blieben unbeschädigt und kamen bis 1657 auf ein Gerüst, um das Läuten zu ermöglichen. Henzendorf blieb bis 1657 in Familienbesitz, nur das Vorwerk des Ortes unterstand 1628 bis 1636 dem Steuereinnehmer und Sekretär des Klosters, August Hildebrandt. Der Untergrund des Hügels war für den Bau anscheinend nicht geeignet, denn im Jahre 1681 hatte sich die Kirche derartig einseitig gesenkt, dass die Einwohner sie anheben mussten, um einen Einsturz zu verhindern. Vermutlich bekam sie auch einen neuen Turm, da im Jahre 1718 wieder an ihm gebaut wurde. Um 1760 gab es das Vorwerk mit einer Schäferei, im Dorf siedelten zwölf Bauern, ein Leinweber und drei Kossäten.
Im Jahre 1790 mussten sich die Kinder des Ortes im Winter mit sechs anderen Dörfern den Lehrer teilen, jedoch ein Kirchneubau wurde bereits geplant. Der Putzbau, der um 1805 errichtet wurde, schloss im Osten dreiseitig ab und hatte im Westen einen, oberhalb des quadratischem Grundrisses errichteten, verbreiterten Turm mit stark eingezogenem Spitzhelm. Der aus dem 18. Jahrhundert stammende Altar enthielt drei Schnitzfiguren eines spätgotischen Schreines. Die beiden Altarleuchter waren ungewöhnlich aufwändig geschnitzte und bemalte Engelsfiguren, welche die Kerzenhalter umfassen. Sie finden ihre Entsprechung in der Gestaltung der Ausstattung des Klosters Neuzelle. Das Vorwerk wurde 1827 zur Verpachtung auf neun Jahre neu ausgeschrieben, zu diesem Zeitpunkt gehörten 10 Morgen 31 Quadratruten (QR) an Gärten, 674 Morgen 171 QR pflugbares Ackerland, 50 Morgen 145 QR Oderwiesen, die Aufhütung der Schäferei mit 400 Schafen auf der gesamten Feldmark Henzendorf und in den angrenzenden, bedeutenden Forsten, einige Fischereien und verschiedene Geld- und Natural-Prästationen (=Abgaben), namentlich 503 Spann-, und 471 Handdienste dazu.
Zwischen 1860 und 1880 entstanden um den Ort kleine Bergwerksunternehmen, die im Tief- und Tagebau Braunkohle förderten. Die Gruben erhielten die Namen Carolinensruhe, 1866 angemeldet Gott mit uns und Consolidirte Morgenröthe. Abnehmer waren Güter der Umgebung, um Brennstoff für die Brennereien zu erhalten. Eigentümer von Carolinensruhe beispielsweise, waren der Lehrer Herrman Carl Wilsch und der Vikar Martin Wiodarsky aus Kähmen (Kamień), Pauline Wische, Saikau, Bauer Heinrich Genagel, Gorzyn, Förster Gustav Hermann Schramm, Mühlenbeck. Im Jahre 1874 wurde eine Dorfschule neu erbaut, im Folgejahr hatte das Dorf 221 Einwohner zu melden, danach sanken die Zahlen jedoch stetig. Zu Beginn des Ersten Weltkrieges 1914 wurde das Vorwerk zum Stiftsforstamt mit etwa 160 Hektar Grundbesitz. Als am 11. Dezember 1932 nach umfassender Außen- und Innenrekonstruktion die Kirche neu geweiht wurde, gab es nur noch 183 Einwohner. Im Zweiten Weltkrieg begann man mit der Errichtung des SS-Truppenübungsplatz Kurmark, zu diesem Zweck sollten ab Herbst 1943 die Henzendorfer Zwangsumsiedlungen hinnehmen. Ein Gebiet von insgesamt 24.000 Hektar Fläche im Bereich der umliegenden Dörfer, darunter auch ein großer Teil des teilweise mit Kiefern bestandenen Sander-Gebietes südlich des Dorfes wurde gesperrt und blieb es auch nach dem Abrücken der SS-Truppen Mitte April 1945. Die Flächen wurden mit den Einrücken der Roten Armee zum Schießplatz der GSSD-Truppen.

### Nach 1945
Mit dem Kriegsende kamen zahlreiche Flüchtlinge in den Ort, im Jahre 1945 lebten hier 288 Menschen, also fast doppelt so viele wie in den Folgejahren. Durch die Bodenreform erhielten 27 landlose oder landarme Bauern und Umsiedler 216 Hektar Land, zumeist aus dem Besitz des Stiftsforstamtes. Nordwestlich des Dorfes gründeten Neubauern eine aus fünf Höfen bestehende Siedlung. Wie anderen Orts auch, wurde eine LPG gegründet. Trotz des Namens LPG Neues Leben wurde die Tierproduktion bald wieder eingestellt, die Pflanzenproduktion schloss sich der LPG in Möbiskruge an. Die Dorfschule wurde in der DDR als Sitz des Rates der Gemeinde genutzt und war zeitweise auch eine Verkaufsstelle des Konsum. Die Kinder besuchten nun die Schule in Steinsdorf. Im Jahre 1978 stürzte die inzwischen baufällige Kirche ein und wurde Anfang der 1980er Jahre bis auf den Turm abgetragen. Der Neubau in Form einer Finnhütte erfolgte 1985, der ursprüngliche Altar fand dort wieder seinen Platz. Mit der Wende und dem Abrücken der Armee begann die Renaturierung der Flächen. Noch immer sind weite Teile munitionsbelastet und dürfen nicht betreten werden. Die abgebrannte Flächen blieben baumlos und es siedelten sich Ginster und Heidekraut an. Etwa 500 Heidschnucken der Heidehof-Schäferei weiden heute auf den Heideflächen, um das Landschaftsbild zu erhalten. Im Jahr 1997 wurde ein sechs Meter hoher hölzerner Aussichtsturm errichtet, um den Besuchern des Heidefestes einen weiten Blick zu gewähren. Ein Naturlehrpfad informiert über etwa 120 Vogelarten und 400 verschiedene Farn- und Blütenpflanzen, die in der Reicherskreuzer Heide leben. Dort findet sich auch der Findlingspark Henzendorf, der 1997 südlich des Ortes entstand. Seit 2002 gehört ein weiteres Naturschutzgebiet zu Henzendorf, das Naturschutzgebiet Trautzke Seen und Moore.
Am 31. Dezember 2001 wurde Henzendorf mit zehn weiteren Orten zur neuen Gemeinde Neuzelle zusammengeschlossen.